# ميخائيل إيست
ميخائيل إيست (بالإنجليزية: Michael East)‏ هو منافس ألعاب قوى بريطاني، ولد في 20 يناير 1978 في ريدنغ في المملكة المتحدة.

## وصلات خارجية
- ميخائيل إيست على موقع الاتحاد الدولي لألعاب القوى (الإنجليزية)
- ميخائيل إيست على موقع أوليمبيديا (الإنجليزية)
- ميخائيل إيست على موقع اللجنة الأولمبية البريطانية (الإنجليزية)